# Ljubomir Ljubojević
Ljubomir Ljubojević, cyr. Љубомир Љубојевић (ur. 2 listopada 1950 w Užicach) – serbski szachista, arcymistrz od 1971 roku.

## Kariera szachowa

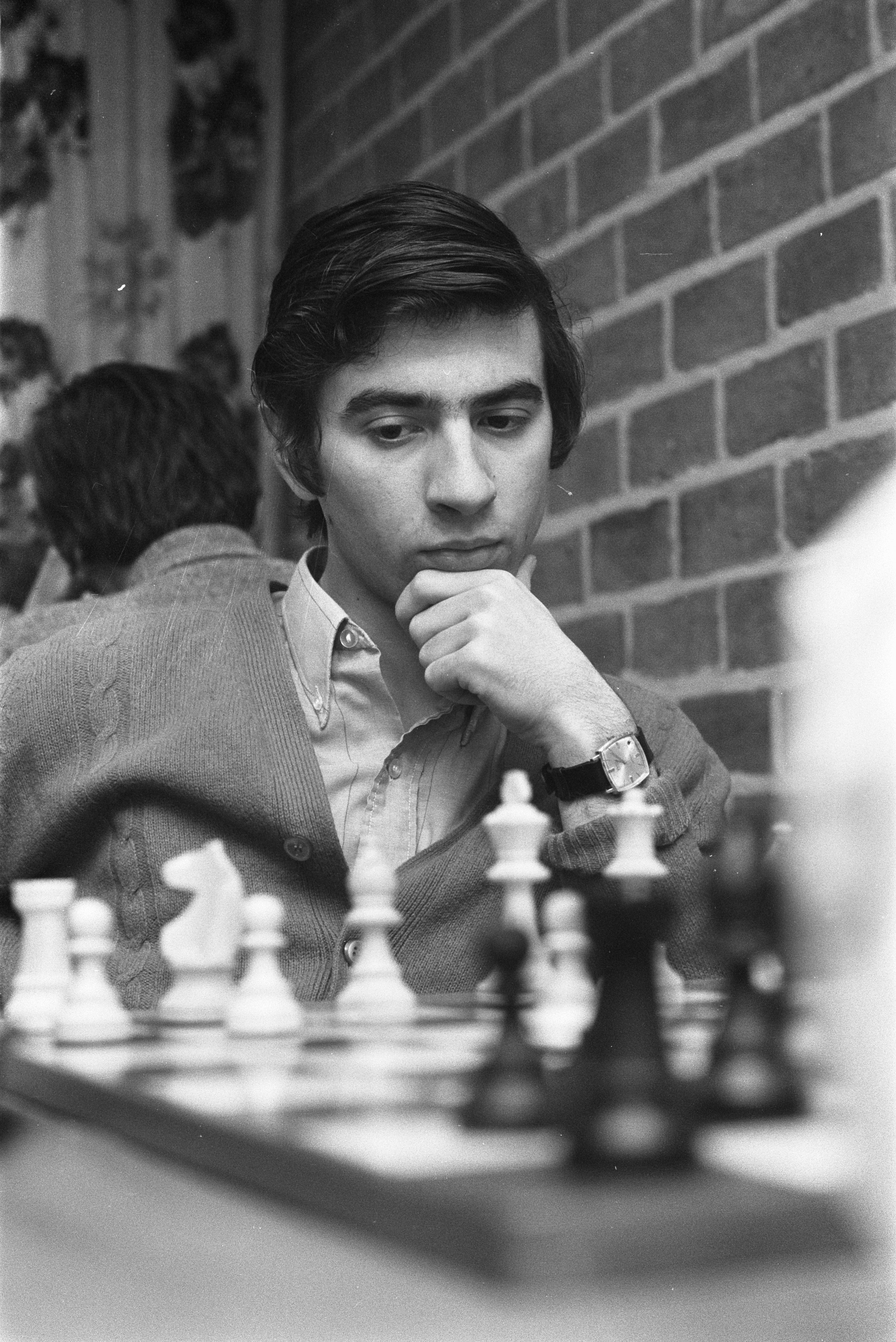
Ljubomir Ljubojević, 1972

W drugiej połowie lat 70. i w latach 80. XX wieku notowany był w pierwszej dziesiątce na świecie. Międzynarodową karierę rozpoczął w 1970 r., zdobywając w Groningen wicemistrzostwo Europy juniorów. Wielokrotnie brał udział w silnie obsadzonych turniejach, w wielu z nich zwyciężając, m.in.:
- 1970 – Sarajewo (I–II, turniej Bosna), Čačak (I–II)
- 1971 – Palma de Mallorca (I–II), Vrnjačka Banja (II)
- 1972 – Caorle (I–II), Thornaby (II)
- 1973 – Manila (II)
- 1974 – Las Palmas (I), Orense (I)
- 1975 – Las Palmas (I), Manila (I), Amsterdam (I, turniej IBM)
- 1976 – Wijk aan Zee (I–II)
- 1978 – Užice (I), Praicha de Rocha (I)
- 1979 – São Paulo (I–II), Buenos Aires (I–II)
- 1980 – Puerto Madryn (I–II)
- 1981 – Brasília (I), Buenos Aires (I-V)
- 1982 – Vrbas (I), Bugojno (II–III)
- 1983 – Tilburg (II–III)
- 1985 – Linares (I–II)
- 1986 – Amsterdam (I), Tilburg (II), Wijk aan Zee (II-IV), Bugojno (II–III), Reggio Emilia (I–III)
- 1987 – Belgrad (I), Bruksela (I–II)
- 1988 – Viña del Mar (I), Bruksela (III)
- 1989 – Barcelona (I–II), Linares (III)
- 1994 – León (II)

W latach 1993–2003 jedenastokrotnie uczestniczył w turniejach Melody Amber w Monako.
Pomimo wielu udanych występów, nie udało mu się nigdy awansować do grona pretendentów do tytułu mistrza świata. Siedmiokrotnie wystąpił w turniejach międzystrefowych, jednakże bez powodzenia (najbliżej awansu był Manili w roku 1976, zajmując VI miejsce). W roku 1984 wystąpił na IV szachownicy w meczu ZSRR – reszta świata.
Wielokrotnie reprezentował Jugosławię w turniejach drużynowych, m.in.:
- jedenastokrotnie na olimpiadach szachowych (w latach 1972, 1974, 1978, 1980, 1982, 1984, 1986, 1990, 1994, 1998, 2002); pięciokrotny medalista: wspólnie z drużyną – srebrny (1974) i dwukrotnie brązowy (1972, 1980) oraz indywidualnie – złoty (1972 – na III szachownicy) i brązowy (1982 – na I szachownicy)[2],
- na drużynowych mistrzostwach świata (w roku 1989); dwukrotny medalista: wspólnie z drużyną – srebrny (1989) oraz indywidualnie – brązowy (1989 – na I szachownicy)[3],
- pięciokrotnie na drużynowych mistrzostwach Europy (w latach 1973, 1977, 1980, 1983, 1992); pięciokrotny medalista: wspólnie z drużyną – dwukrotnie srebrny (1973, 1983) i brązowy (1977) oraz indywidualnie – złoty (1973 – na III szachownicy) i brązowy (1983 – na I szachownicy[4],
- na drużynowych mistrzostwach świata studentów (w roku 1969); medalista: wspólnie z drużyną – srebrny (1969)[5],
- sześciokrotnie na drużynowych mistrzostwach Bałkanów (w latach 1971, 1972, 1973, 1974, 1978, 1981); wielokrotny medalista, w tym wspólnie z drużyną – trzykrotnie złoty (1972, 1978, 1981) i trzykrotnie brązowy (1971, 1973, 1974)[6].

Najwyższy ranking w karierze osiągnął 1 stycznia 1983 r., z wynikiem 2645 punktów zajmował wówczas 3. miejsce (za Anatolijem Karpowem i Garrim Kasparowem) na światowej liście FIDE.